# Phyllonorycter erugatus
Phyllonorycter erugatus är en fjärilsart som beskrevs av Davis och Gerfried Deschka 2001. Phyllonorycter erugatus ingår i släktet guldmalar, och familjen styltmalar. Inga underarter finns listade i Catalogue of Life.